# Arondisment
Un arondisment (conform originalului din franceză, arrondissement) este o diviziune administrativă din anumite țări francofone.
Termenul este utilizat, de asemenea, pentru traducerea în limba franceză a numelor locale generice pentru subdiviziuni teritoriale echivalente din țări ne-francofone.
Astfel, în anumite cazuri particulare:
- În țările fr  francofone, un arondisement este:
  - parte a unei subdiviziuni administrative a unei entități teritoriale mai mari (spre exemplu, ca parte a unui fr  departament),
  - parte a unei subdiviziuni a unui sat sau al unei comune suficient de importante.

- În una din țările neerlandofone, un arondisement poate desemna o subdiviziune judiciară.

## Țările care utilizează termenul ca atare

### Belgia
În Belgia, termenul desemnează trei tipuri de subdiviziuni teritoriale:
- fr  arondisementele administrative, care reprezintă o diviziune administrativă intermediară între fr  comune și fr  provincii;
- fr  arondisementele electorale
- fr  arondisementele judicire belgiene.

## Articole conexe
- Administrație teritorială
- Arondismentele Parisului
- Arondismentele Québec-ului
- Consiliul unui arondisment
- Primarul unui arondisment
- fr  Arrondissement - fonetica pronunțării corecte a cuvântului

Format:Portail